# 亚拉巴马政策研究所
亚拉巴马政策研究所（英語：Alabama Policy Institute，API） 是位于亚拉巴马州的非营利性保守主义智库。 该研究所声称自己的使命是“致力于在维护自由市场、有限政府和强大家庭的基础上影响公共政策。”该所的总部位于亚拉巴马州伯明翰市。

## 历史
亚拉巴马政策研究所成立于1989年，最初名为亚拉巴马家庭联盟。亚拉巴马州最高法院法官汤姆·帕克是该机构的创始执行董事。亚拉巴马家庭联盟的联合创始人之一加里·帕尔默后来成为其会长。2000年，亚拉巴马家庭联盟更名为亚拉巴马政策研究所。
在担任亚拉巴马政策研究所会长长达25年后，加里·帕尔默于2014年辞职并成功当选亚拉巴马州第六国会选区联邦众议员。他的职位由凯莱布·克罗斯比接替，此人此前曾担任亚拉巴马政策研究所副总裁和首席财务官，并于2014年9月成为会长。2023年1月25日，斯蒂芬妮·史密斯接替凯莱布·克罗斯比成为第三任会长兼首席执行官。她曾担任地区金融公司政府事务总监、奥佩利卡商会会长、亚拉巴马州财政部助理主任、亚拉巴马州财政部副主任以及撒切尔联盟的负责人。

## 政策立场
亚拉巴马政策研究所研究政策问题，并通过报告和出版物向公务员、普通公民和媒体提供分析和建议。作为一个保守主义智库，该研究所研究涉及经济、教育、环境、政府、家庭和社会等多个领域的政策问题。
亚拉巴马政策研究所一直主张更公平的税收制度。2003年，该研究所所坚决反对由共和党籍州长鲍勃·赖利提出的12亿美元增税提案。该所委托灯塔山研究所对赖利的增税立法进行研究。亚拉巴马政策研究所还批评了关于设立亚拉巴马州彩票的提案，认为这类提案是对贫困人群的倒退性税收。
亚拉巴马政策研究所一直支持亚拉巴马州的特许学校并强烈支持《亚拉巴马州问责法案》，该法案扩大了州内的学校选择权和学券制度。亚拉巴马政策研究所也是1998年通过的《婚姻法案》和2006年由81%的亚拉巴马州选民通过的《亚拉巴马州第774号修正案》的支持者。

2014年，亚拉巴马政策研究所发布了题为《2014年亚拉巴马州环境：六大关键指标》的报告，内容涵盖了能源、空气质量、水质、森林与土地、有毒排放清单以及气候变化等方面。报告对亚拉巴马州的环境状况持积极态度，认为全州的空气质量以及整体环境都在持续改善。
2015年2月，亚拉巴马政策研究所和亚拉巴马公民行动计划向亚拉巴马州最高法院提起诉讼，要求暂停州内的同性婚姻，直到美国最高法院就此问题作出裁决。
亚拉巴马政策研究所是“2025计划”顾问委员会的成员。“2025计划”是由传统基金会提出的一系列保守派和右翼政策提案，如果共和党候选人赢得2024年总统选举，该计划将重塑美国联邦政府并加强行政权力。